# Tsoi-Inseln
Die Tsoi-Inseln (englisch Tsoi Islands, alternativ auch als East Islands bezeichnet) sind eine Gruppe von acht Inseln, die östlich und nordöstlich der Insel  Lavongai (ehemals Neuhannover) als Kette vorgelagert liegen. Die Inseln gehören damit zur Provinz New Ireland von Papua-Neuguinea.

## Geographie
Die Tsoi-Inseln gehören zu den Gruppen von Koralleninseln, die Lavongai ringförmig umgeben. Im Nordwesten schließt sich eine weitere, nicht näher benannte Inselgruppe um die größere Hauptinsel Nemto Island an die Tsoi-Inseln an. Südlich der Gruppe liegen die Straßen-Inseln zwischen Lanvongai und Neuirland.
Die Kette der Tsoi-Inseln beginnt nördlich mit der kleinen Insel Poskanai. Hieran schließen sich in grob südöstliche Richtung die weiteren Inseln Tsoi-Lik Island, Tsoi-Boto Island, Tsalui Island, Bingbingseng Island, Kawulikiau Island, Tsoilaunung Island und Nusakelo Island an. Tsoilaunung Island ist als Größte der Inseln auch die Hauptinsel. Alle Inseln sind überwiegend von Flachland und andesitischen Erhebungen sowie von Korallenkalken geprägt und zeigen eine üppige Vegetation.

## Geschichte
Die Inseln waren Ende des 19. Jahrhunderts Teil der Deutschen Schutzgebiete in der Südsee und bereits zu dieser Zeit sporadisch besiedelt. Weiterhin gab es auf Tsoi-Boto Island eine Missionsstation und auf Tsalui Island und Tsoilaunung Island Plantagen.
1906 hielt sich der deutsche Kreuzer Condor bei den Inseln auf.
Während des Ersten Weltkriegs wurde das Gebiet 1914 von Australien übernommen und war Teil des australischen Verwaltungsmandats für den gesamten Bismarck-Archipel durch den Völkerbund und nach dessen Auflösung durch die Vereinten Nationen.
Im Zweiten Weltkrieg wurde die Umgebung der Insel ab Dezember 1942 von Japan besetzt. 1949 fiel das Gebiet wieder an das australische Verwaltungsmandat, bis Papua-Neuguinea 1975 unabhängig wurde.

## Heute
Heute sind die größeren der Tsoi-Inseln besiedelt und es gibt weiterhin Plantagenwirtschaft. Von Kavieng aus erreichen aber auch Touristen die Inselgruppe, die wegen ihrer Lagunen und Strände ein beliebtes Ziel sind.

## Inseln
| Inselname           | Fläche (km²) | Höhe in m | Geokoordinate        |
| Poskanai            | >1           | unbekannt | 2° 24′ S, 150° 25′ O |
| Tsoi-Lik Island     | 2            | 15        | 2° 25′ S, 150° 26′ O |
| Tsoi-Boto Island    | >2           | 8         | 2° 26′ S, 150° 26′ O |
| Tsalui Island       | 1            | 8         | 2° 27′ S, 150° 27′ O |
| Bingbingseng Island | >1           | 11        | 2° 28′ S, 150° 29′ O |
| Kawulikiau Island   | 2            | 12        | 2° 30′ S, 150° 31′ O |
| Tsoilaunung Island  | 4            | 9         | 2° 33′ S, 150° 32′ O |
| Nusakelo Island     | >1           | 14        | 2° 34′ S, 150° 33′ O |